# Iron Dome

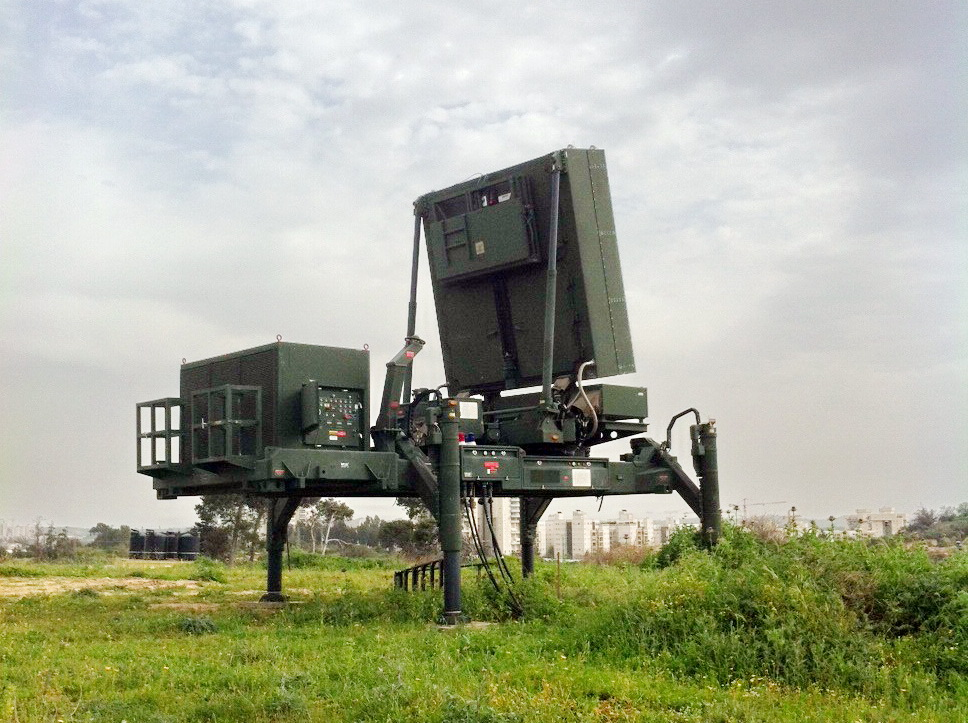
Matricea activă de scanare electronică a micșorat radarul derivat al Iron Dome

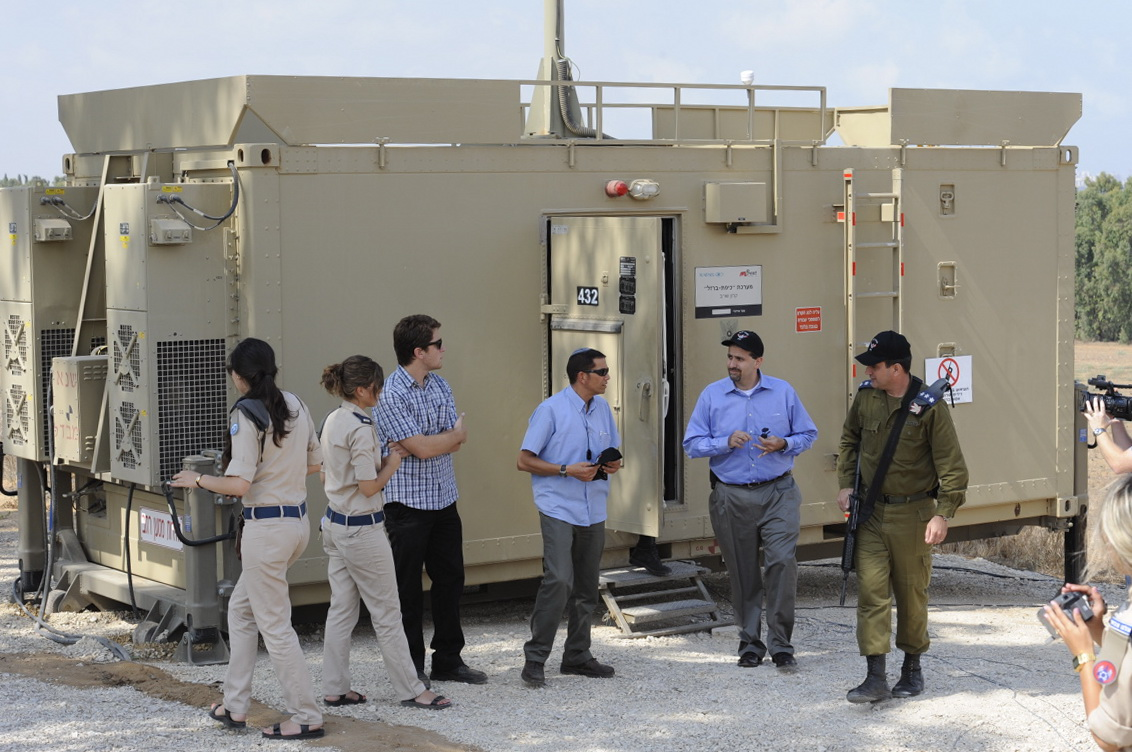
Ambasadorul SUA vizitează unitatea de management și control al luptei (BMC) a Domului de Fier

Iron Dome (Cupola de fier) (în ebraică כִּפַּת בַּרְזֶל, transliterat: Kippat Barzel ) este un sistem mobil de apărare aeriană pentru orice condiții meteorologice dezvoltat de Rafael Advanced Defense Systems⁠(d) și Israel Aerospace Industries⁠(d). Sistemul este conceput pentru a intercepta și distruge rachete cu rază scurtă de acțiune și obuze de artilerie trase de la distanțe de 4 kilometri (2,5 mi) până la 70 kilometri (43 mi) depărtare și a căror traiectorie le-ar duce într-o zonă populată israeliană. Din 2011 până în 2021, Statele Unite a contribuit cu un total de 1,6 miliarde dolari la sistemul de apărare Iron Dome și cu încă un miliard dolari aprobat de Congresul SUA în 2022.
Iron Dome a fost declarat operațional și a fost instalat inițial la 27 martie 2011 lângă Beer Șeva. La 7 aprilie 2011, sistemul a interceptat cu succes o rachetă lansată din Gaza pentru prima dată. La 10 martie 2012, The Jerusalem Post a raportat că sistemul a doborât 90% din rachetele lansate din Gaza care ar fi aterizat în zonele populate. La sfârșitul anului 2012, Israelul a spus că speră să mărească raza de interceptare a sistemului Iron Dome, de la un maxim de 70 kilometri (43 mi) până la 250 kilometri (160 mi) și să-l facă mai versatil, astfel încât să poată intercepta rachete care vin din două direcții simultan.
În noiembrie 2012, declarațiile oficiale indicau că a interceptat peste 400 de rachete. Până la sfârșitul lunii octombrie 2014, sistemele Iron Dome interceptaseră peste 1200 de rachete.
Pe lângă desfășurarea lor la sol, în 2017 a fost raportat că bateriile Iron Dome vor fi în viitor desfășurate pe mare pe corvete de clasa Sa'ar 6, pentru a proteja platformele de gaze offshore împreună cu sistemul de rachete Barak 8⁠(d) al Israelului.

## Context
Hezbollah, cu sediul în Liban, a lansat rachete în centrele populației din nordul Israelului în anii 1990, reprezentând o provocare de securitate pentru Forțele de Apărare ale Israelului. Israelul a susținut ideea propriului sistem antirachetă cu rază scurtă de acțiune, dar oficialii americani din apărare au avertizat că acesta va fi „condamnat la eșec”.
În 2004, ideea de Iron Dome a luat amploare odată cu instalarea generalului de brigadă Daniel Gold ca șef al biroului de cercetare și dezvoltare al Forțelor de Apărare ale Israelului (IDF). Gold a fost un susținător puternic al proiectului antirachetă, ocolind chiar regulamentele de contractare ale armatei pentru a asigura finanțare. El a ajutat, de asemenea, să convingă politicieni cheie să susțină proiectul.
În timpul celui de-al Doilea Război din Liban din 2006, aproximativ 4.000 de rachete lansate de Hezbollah (dintre care marea majoritate erau rachete Katiușa cu rază scurtă de acțiune) au lovit nordul Israelului, inclusiv Haifa, al treilea oraș ca mărime al țării. Barajul de rachete a ucis 44 de civili israelieni și a făcut ca aproximativ 250.000 de cetățeni israelieni să evacueze și să se mute în alte părți ale Israelului, în timp ce se estimează că 1 milion de israelieni au fost închiși în interiorul sau în apropierea adăposturilor anti-bombe în timpul conflictului.
Spre sud, peste 8.000 de proiectile (estimate la 4.000 de rachete și 4.000 de bombe mortier) au fost lansate fără discriminare în Israel din Gaza între 2000 și 2008, în principal de către Hamas. Aproape toate rachetele trase au fost Qassam lansate de lansatoare Grad de 122 mm introduse ilegal în Fâșia Gaza, oferind o rază de acțiune mai mare decât alte metode de lansare. Aproape un milion de israelieni care trăiesc în sud se aflau în raza de acțiune a rachetei, reprezentând o amenințare gravă la adresa securității țării și a cetățenilor săi.
În februarie 2007, ministrul apărării Amir Peretz⁠(d) a ales sistemul Iron Dome ca apărare a Israelului împotriva acestei amenințări de rachete cu rază scurtă de acțiune. De atunci, sistemul de 210 milioane de dolari a fost dezvoltat de Rafael Advanced Defense Systems, lucrând împreună cu IDF.
În mai 2021, s-a estimat că grupurile militante palestiniene aveau un arsenal de aproximativ 30.000 de rachete și bombe mortier în Gaza, ca potențiale ținte atunci când sunt lansate, pentru Iron Dome. Raza de acțiune variază foarte mult, iar sistemele de ghidare lipsesc, dar precizia s-a îmbunătățit de-a lungul anilor. Există estimări ale numărului și tipurilor de rachete, precum și ale razei de acțiune sau a încărcăturii utile a acestora.

## Specificații
Iron Dome are trei componente centrale:
- Radar de detecție și urmărire: sistemul radar este construit de Elta⁠(d), o companie israeliană de apărare și subsidiară a Israel Aerospace Industries⁠(d), și de către IDF.
- Battle Management & Weapon Control (BMC)/managementul luptei și controlul armei: centrul de control este construit pentru Rafael de mPrest Systems, o companie de software israeliană.

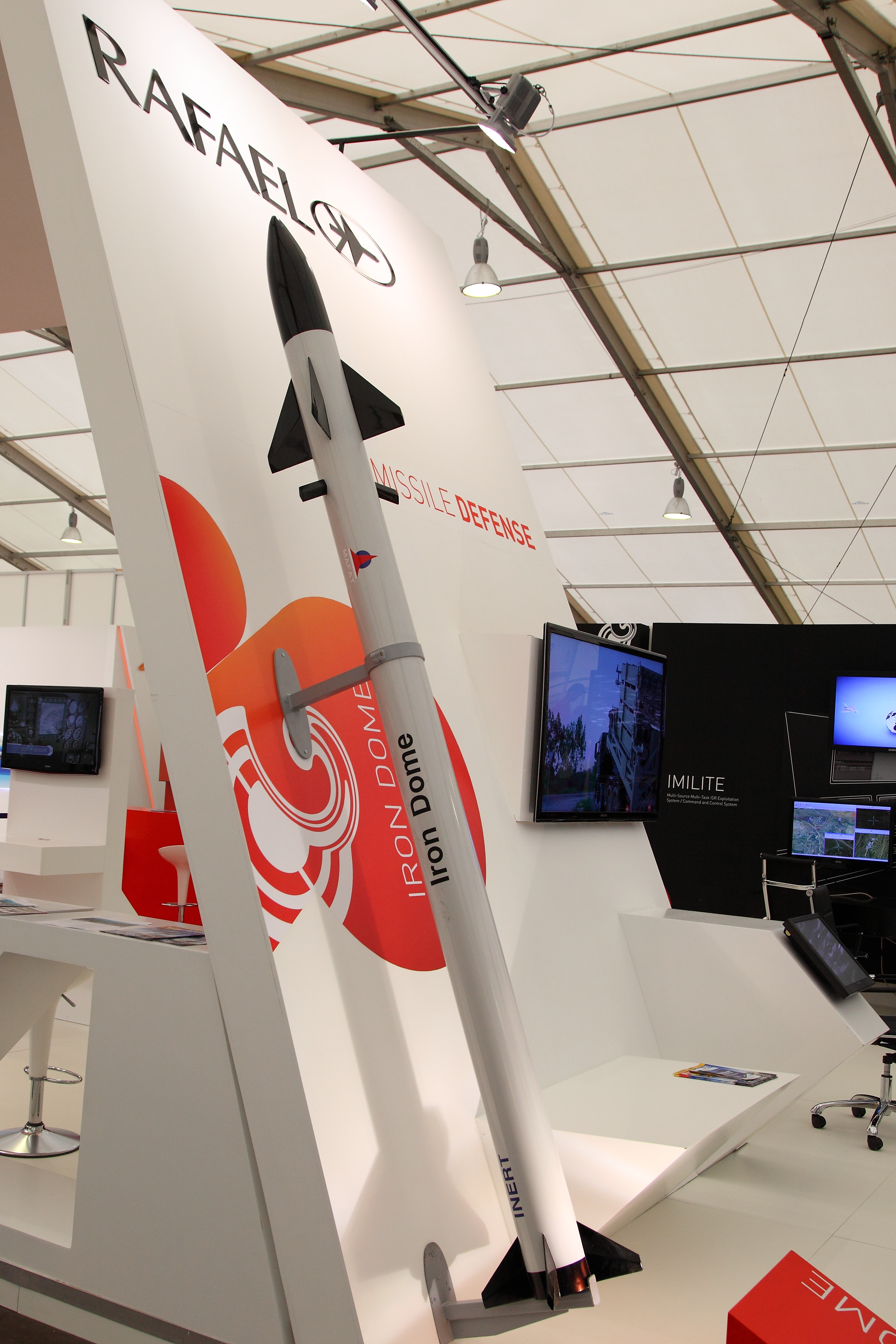
Un exemplu de interceptor de rachete folosit de Iron Dome.

- Un exemplu de interceptor de rachete folosit de Iron Dome. Unitatea de tragere a rachetelor: unitatea lansează racheta interceptor Tamir, echipată cu senzori electro-optici și mai multe aripioare de direcție pentru o manevrabilitate ridicată. Racheta este construită de Rafael.[24] O baterie tipică Iron Dome are 3-4 lansatoare (20 de rachete per lansator).[25]

## Finanțarea
Finanțarea și dezvoltarea inițială a sistemului Iron Dome a fost asigurată și întreprinsă de Israel. Acest lucru a permis implementarea primelor două sisteme Iron Dome. Ulterior, finanțarea pentru sisteme Iron Dome suplimentare – împreună cu finanțarea repetată pentru furnizarea rachetelor de interceptare – a fost dată de Statele Unite. Din 2011 până în 2021, SUA au contribuit cu un total de 1,6 miliarde de dolari la sistemul de apărare Iron Dome și cu încă un miliard de dolari aprobat de Congresul SUA în 2022.
Finanțarea pentru producția și desfășurarea acestor baterii suplimentare Iron Dome și rachete interceptoare a fost aprobată de Congresul Statelor Unite, după ce a fost solicitată de președintele Obama în 2010. În mai 2010, Casa Albă a anunțat că președintele american Barack Obama va cere 205 de milioane de dolari de la Congresul Statelor Unite în bugetul său pentru 2011, pentru a stimula producția și instalarea de baterii Iron Dome suplimentare. Purtătorul de cuvânt al Casei Albe, Tommy Vietor, a declarat: „Președintele recunoaște amenințarea pe care o reprezintă proiectilele și rachetele lansate de Hamas și Hezbollah pentru israelieni și, prin urmare, a decis să ceară finanțare de la Congres pentru a sprijini producția sistemului de apărare împotriva rachetelor cu rază scurtă de acțiune al Israelului, numit Iron Dome”. Aceasta ar fi prima investiție directă a SUA în proiect. O astfel de asistență financiară ar putea accelera finalizarea sistemului defensiv, care a fost mult timp întârziat de deficitele bugetare. Câteva zile mai târziu, în 20 mai 2010, Camera Reprezentanților a Statelor Unite a aprobat finanțarea printr-un vot pentru de 410-4. Proiectul de lege, Actul de cooperare și sprijin pentru apărarea antirachetă SUA-Israel (HR 5327), a fost sponsorizat de reprezentantul Glenn C. Nye⁠(d) din Virginia. Acești bani erau de așteptat să fie incluși în bugetul pe 2011. Odată ce banii au fost primiți în 2011, a mai durat încă 18 luni înainte ca bateriile suplimentare să fie livrate forțelor aeriene.

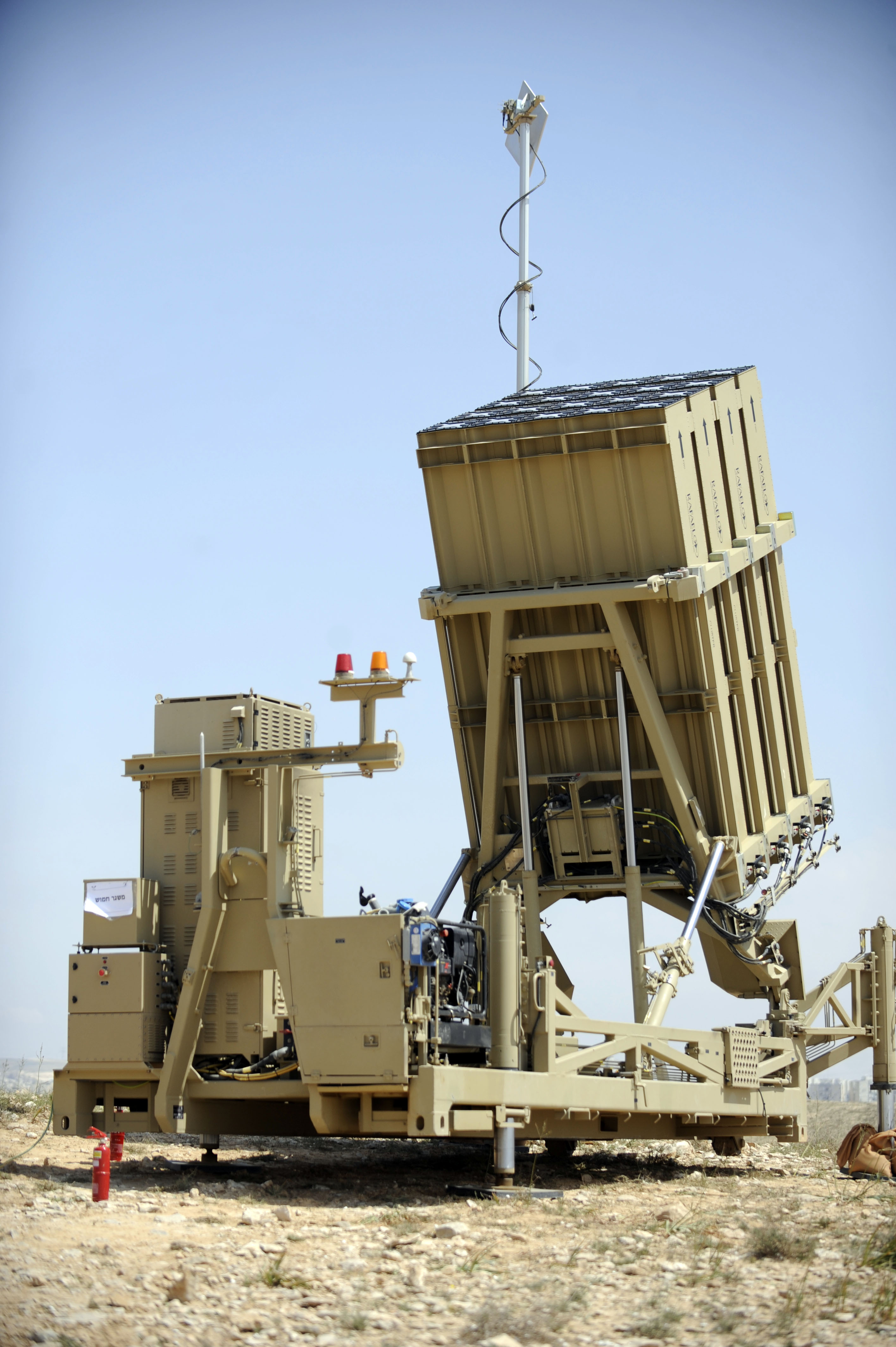
Lansatorul Iron Dome desfășurat lângă Ashkelon

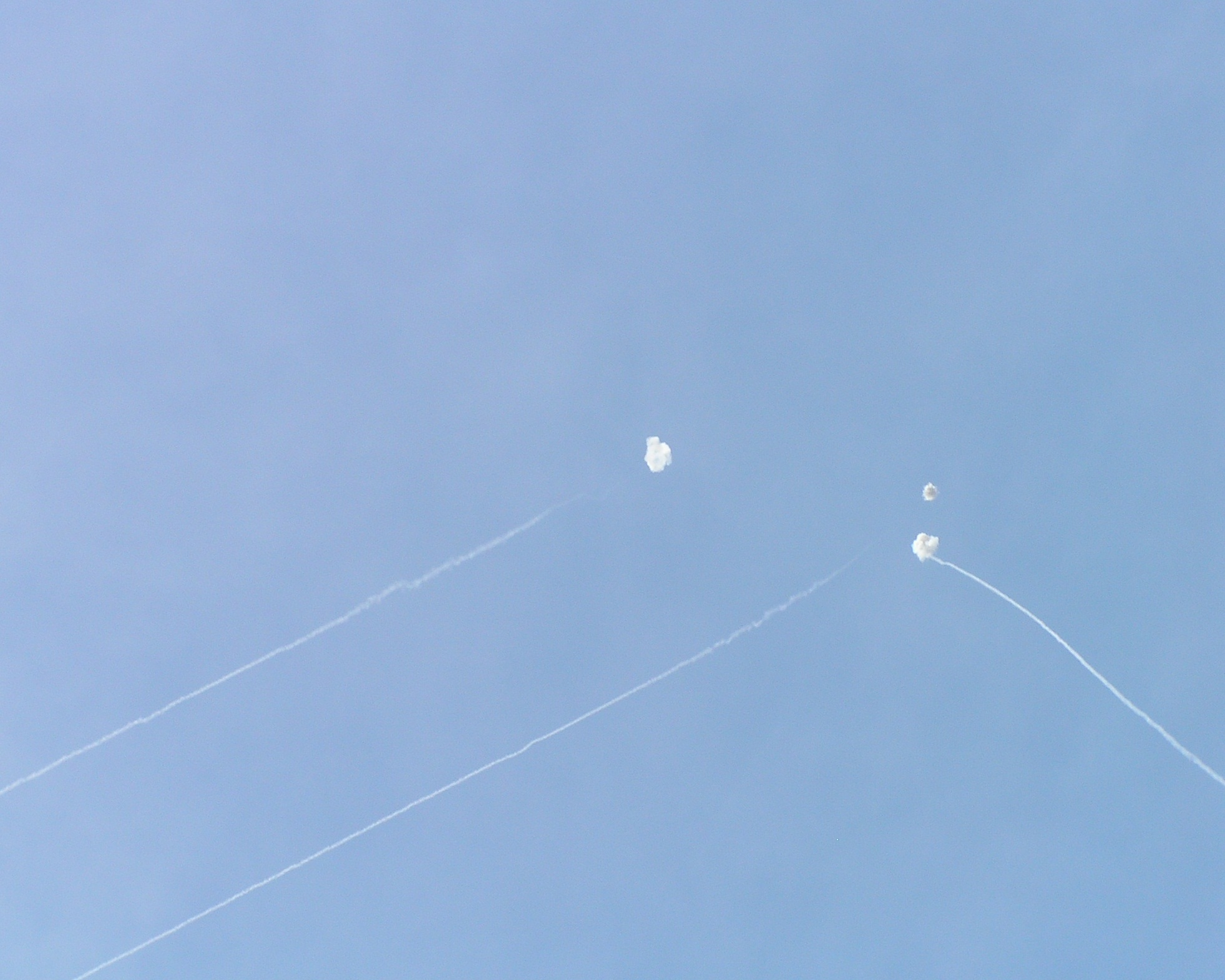
Iron Dome interceptând rachete în timpul operațiunii Pillar of Defense, 2012

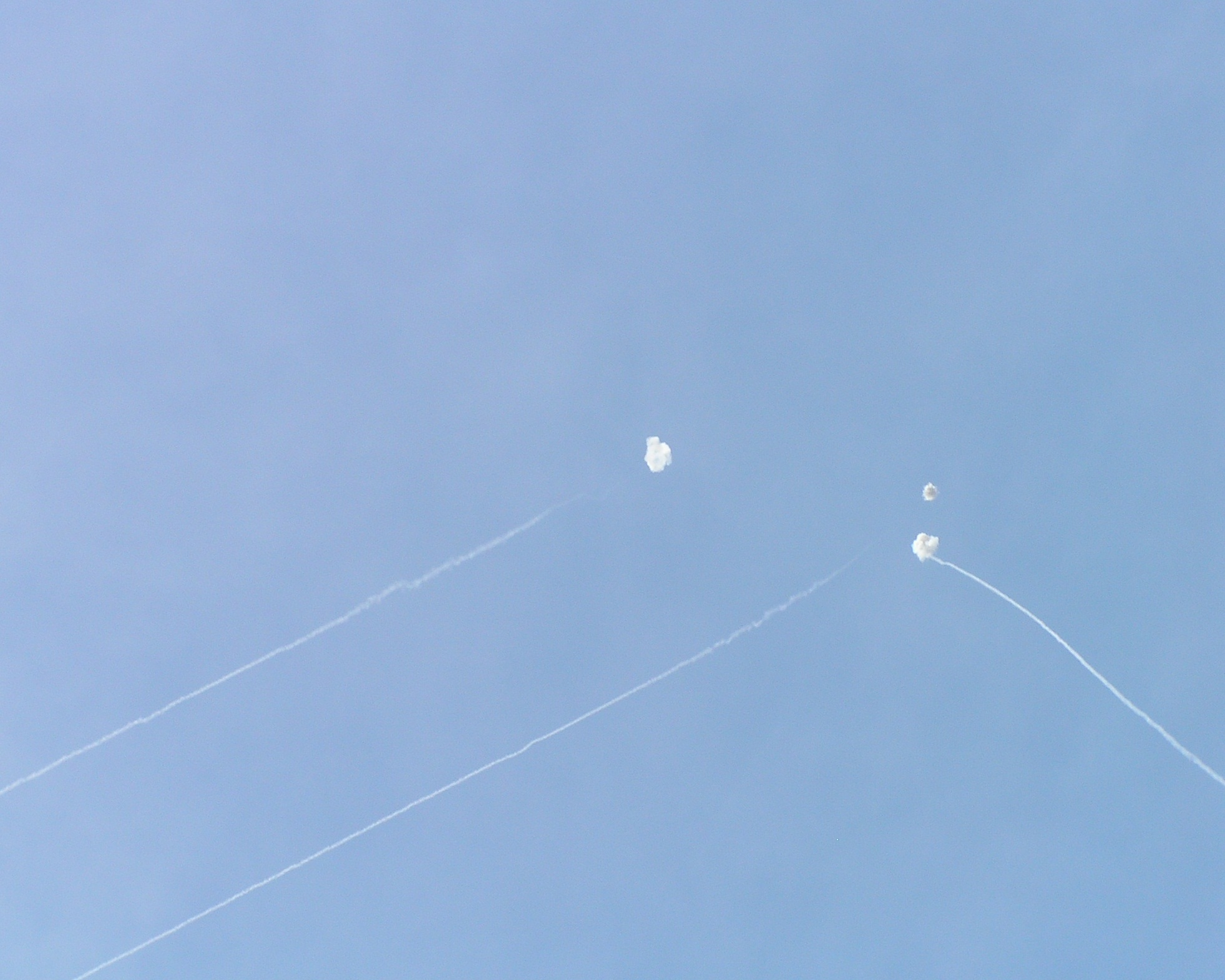
Iron Dome interceptând rachete în timpul operațiunii Pillar of Defense, 2012

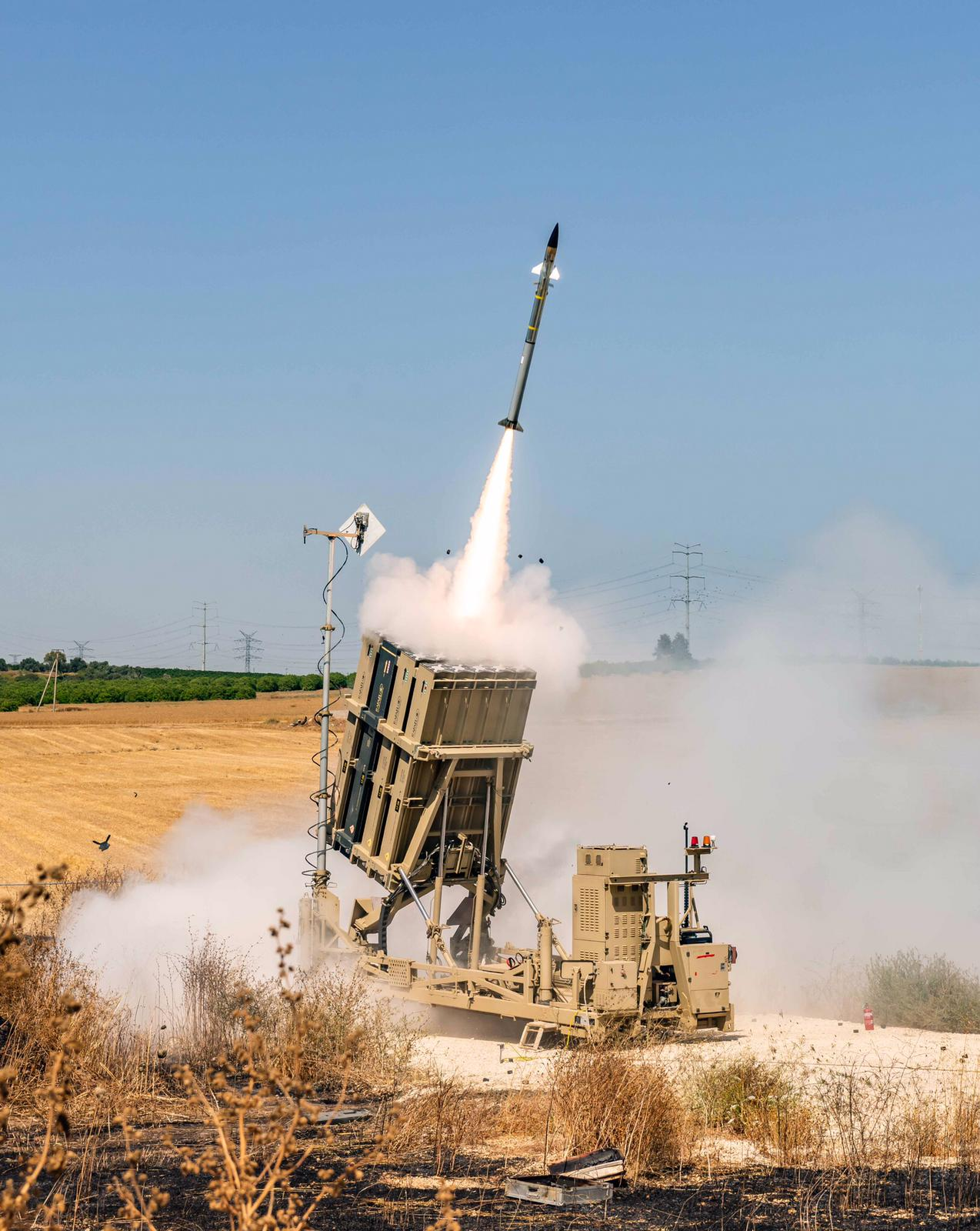
Iron Dome lansează un interceptor Tamir în timpul operațiunii Guardian of the Walls, mai 2021

 

## Vânzări în străinătate

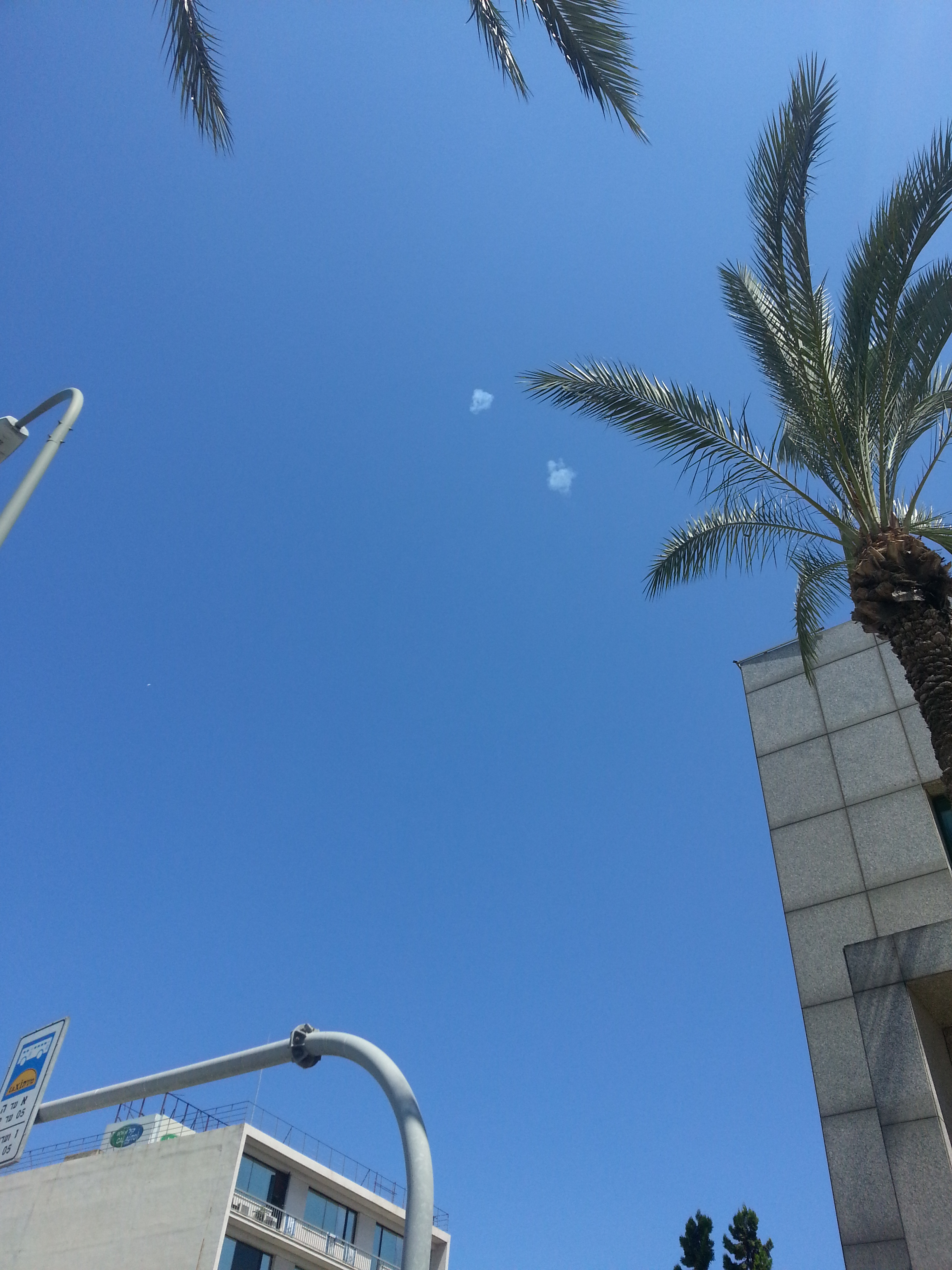
Iron Dome interceptând două rachete peste Tel Aviv în timpul operațiunii Protective Edge, 2014

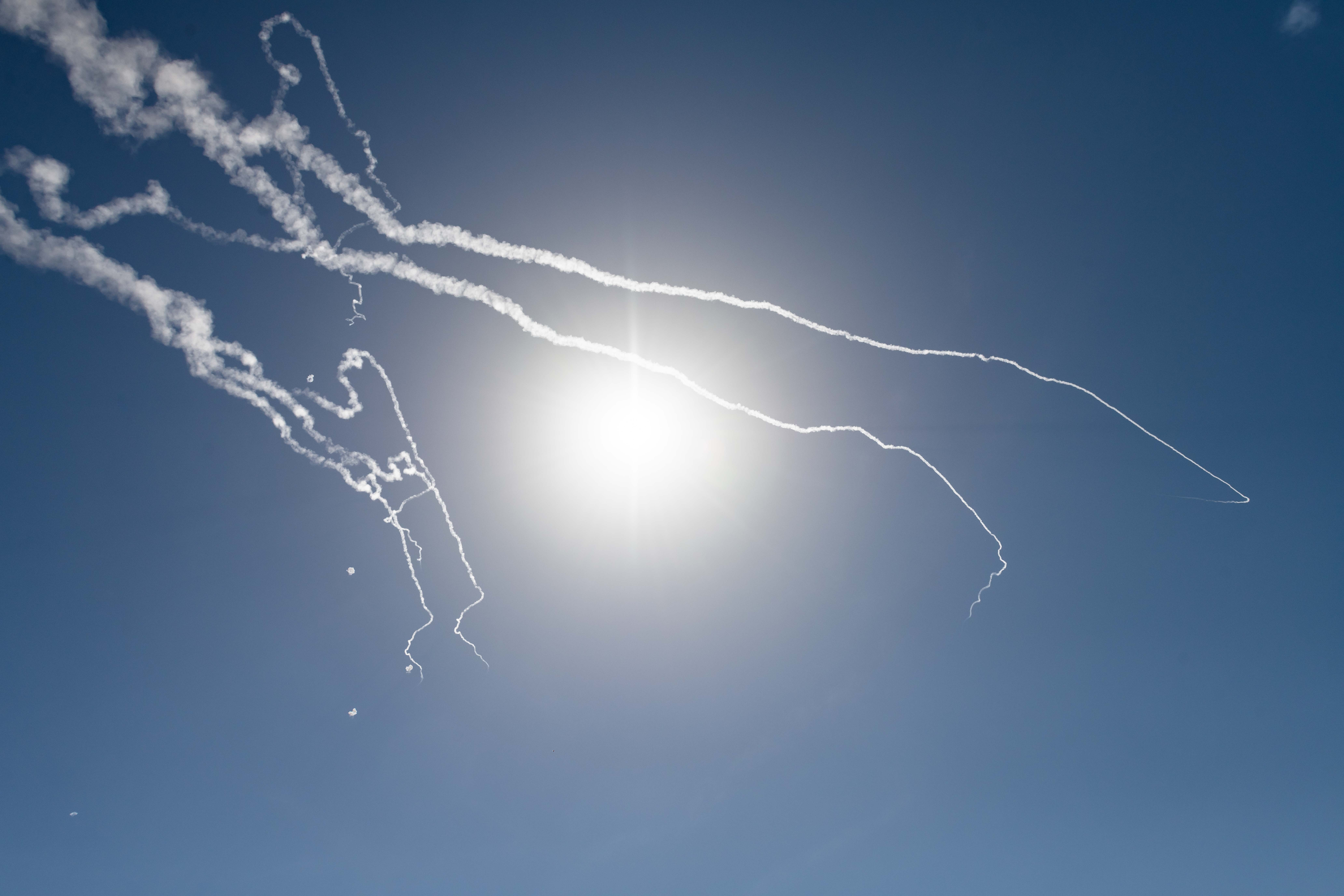
Lansarea Iron Dome în timpul Operațiunii Guardian of the Walls, mai 2021

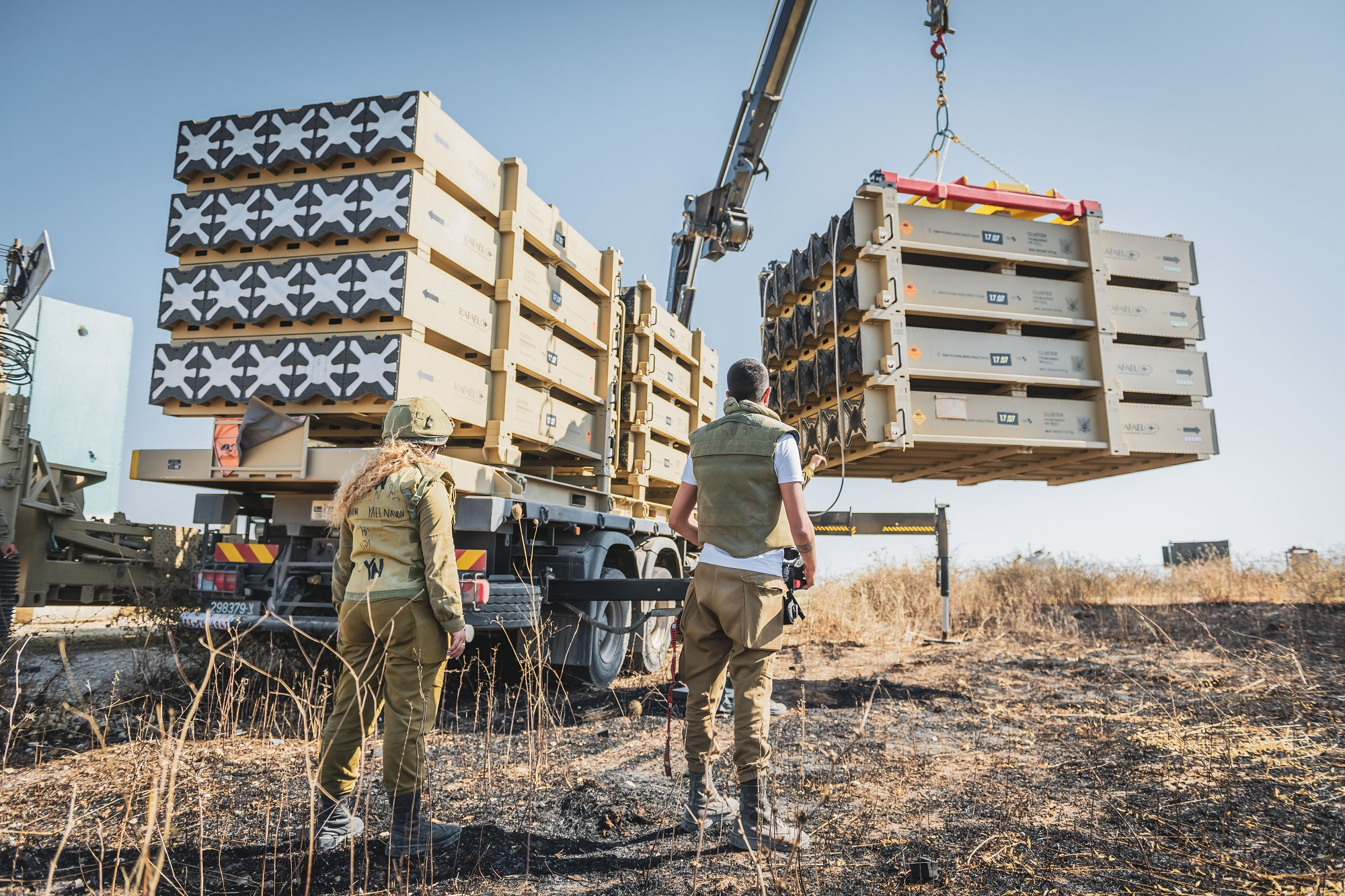
Personalul Apărării Aeriene IDF operează Iron Dome, mai 2021

Unele sisteme Iron Dome au fost exportate. Un minus pentru majoritatea piețelor potențiale este că fiecare sistem Iron Dome nu protejează mai mult de 100-150 kilometri pătrați; acest lucru este eficient într-o țară mică precum Israelul, dar nu și pentru statele mai mari. Chiar și în Israel, bateriile trebuie mutate în funcție de riscul perceput de atac. Singapore, un oraș-stat insular suveran, ar fi achiziționat Cupola de Fier, iar armata SUA a cumpărat două baterii pentru a proteja bazele de peste mări.
 Azerbaijan
În 17 decembrie 2016, ministrul apărării din Azerbaijan Yavar Jamalov⁠(d) a raportat că Azerbaijan a ajuns la un acord de achiziție cu Israel pentru baterii Iron Dome în prima vânzare din străinătate a sistemului. Achiziția sistemului de către țara respectivă este relaționată cu achiziția Armeniei vecine a sistemului rusesc Iskander⁠(d) de rachete balistice cu rază scurtă de acțiune.
 România
În mai 2018, Romaero din România a semnat un contract de achiziție a sistemului Iron Dome.
 Cipru
În august 2022, a fost dată publicității informația că Cipru a semnat un contract cu Israel pentru a cumpăra Iron Dome pentru Garda Națională Cipriotă pentru a contracara amenințarea dronelor turcești.